# 1. divisjon 1962/63
Die Saison 1962/63 war die 24. Spielzeit der 1. divisjon, der höchsten norwegischen Eishockeyspielklasse. Meister wurde zum insgesamt dritten Mal in der Vereinsgeschichte Vålerenga Ishockey. Kampørn und Sinsen IF stiegen in die zweite Liga ab.

## Modus
In der Hauptrunde absolvierte jede der acht Mannschaften insgesamt 14 Spiele. Der Erstplatzierte der Hauptrunde wurde Meister, die beiden Letztplatzierte stiegen in die zweite Liga ab. Für einen Sieg erhielt jede Mannschaft zwei Punkte, bei einem Unentschieden gab es einen Punkt und bei einer Niederlage null Punkte.

## Hauptrunde
Tabelle
|    | Klub                       | Sp | S  | U | N  | Tore   | Punkte |
| -- | -------------------------- | -- | -- | - | -- | ------ | ------ |
| 1. | Vålerenga Ishockey         | 14 | 11 | 2 | 1  | 74:24  | 24     |
| 2. | Gamlebyen                  | 14 | 10 | 1 | 3  | 75:31  | 21     |
| 3. | Furuset Ishockey           | 14 | 9  | 1 | 4  | 65:46  | 19     |
| 4. | Tigrene                    | 14 | 7  | 2 | 5  | 61:41  | 16     |
| 5. | Rosenhoff IL               | 14 | 6  | 1 | 7  | 57:58  | 13     |
| 6. | Allianseidrettslaget Skeid | 14 | 5  | 1 | 8  | 47:58  | 11     |
| 7. | Kampørn                    | 14 | 3  | 0 | 11 | 31:75  | 6      |
| 8. | Sinsen IF                  | 14 | 1  | 0 | 13 | 39:116 | 2      |

Sp = Spiele, S = Siege, U = unentschieden, N = Niederlagen, OTS = Overtime-Siege, OTN = Overtime-Niederlage, SOS = Penalty-Siege, SON = Penalty-Niederlage